# شبی در اپرا (آلبوم کوئین)
شبی در اپرا (به انگلیسی: A Night at the Opera) نام چهارمین آلبوم استودیویی گروه راک بریتانیایی کوئین می‌باشد که در نوامبر ۱۹۷۵ منتشر شد. تهیه کنندگان آلبوم روی توماس بیکر و کوئین بوده‌اند و این آلبوم پرخرجترین آلبوم ضبط شده تا هنگام انتشارش لقب گرفته‌است. علاوه بر سایر موفقیت‌های این اثر تجاری، شبی در اپرا در نظرسنجی‌های عمومی و انتشارات مختلف عامهٔ مردم به عنوان یکی از بهترین آثار کوئین برگزیده شده‌است.
آلبوم نام خودش را از فیلمی با نام شبی در اپرا از برادران مارکس برگرفته‌است. نسخه‌های اصلی این آلبوم توسط شرکت ای‌ام‌آی در بریتانیا منتشر شد که این آلبوم برای چهار هفته غیر متوالی در صدر چارت بریتانیا جای گرفت. شرکت الکترا نیز در حالی این آلبوم را روانه بازار آمریکا کرد که این آلبوم به رتبه چهارم در بیلبورد ۲۰۰ دست پیدا کرده بود و نخستین آلبوم از گروه بود که به گواهی‌نامه پلاتینی آمریکا دست پیدا می‌کند.آلبوم شبی در اپرا دارای برجسته‌ترین آهنگ کویین به نام حماسه‌ کولی است که توسط فردی مرکوری نوشته شده بود.

## فهرست آهنگ‌ها
| Side one | Side one                            | Side one    | Side one |
| شماره    | نام                                 | نویسنده(ها) | مدت      |
| -------- | ----------------------------------- | ----------- | -------- |
| ۱.       | «Death on Two Legs (Dedicated To…)» | فردی مرکوری | ۳:۴۳     |
| ۲.       | «Lazing on a Sunday Afternoon»      | مرکوری      | ۱:۰۸     |
| ۳.       | «I'm in Love with My Car»           | راجر تیلور  | ۳:۰۵     |
| ۴.       | «You're My Best Friend»             | جان دیکن    | ۲:۵۰     |
| ۵.       | «'39»                               | برایان می   | ۳:۲۵     |
| ۶.       | «Sweet Lady»                        | می          | ۴:۰۱     |
| ۷.       | «Seaside Rendezvous»                | مرکوری      | ۲:۱۳     |

| Side two | Side two                            | Side two    | Side two |
| شماره    | نام                                 | نویسنده(ها) | مدت      |
| -------- | ----------------------------------- | ----------- | -------- |
| ۱.       | «The Prophet's Song»                | می          | ۸:۱۷     |
| ۲.       | «Love of My Life»                   | مرکوری      | ۳:۳۸     |
| ۳.       | «Good Company»                      | می          | ۳:۲۶     |
| ۴.       | «Bohemian Rhapsody»                 | مرکوری      | ۵:۵۵     |
| ۵.       | «God Save the Queen» (Instrumental) | می          | ۱:۱۱     |

## گواهی‌نامه‌ها
| سرزمین                                       | گواهینامه   | فروش محصول/نسخه |
| -------------------------------------------- | ----------- | --------------- |
| آرژانتین (سی ای پی آی اف)                    | Platinum    | 60,000x         |
| آرژانتین (سی ای پی آی اف) نشر هالیوود رکوردز | Platinum    | 60,000x         |
| اتریش (آی اف پی آی)                          | Gold        | 25,000x         |
| کانادا (موزیک کانادا)                        | Platinum    | 100,000^        |
| فنلاند (آی اف پی آی فنلاند)                  | Gold        | 20,000          |
| آلمان (بی وی ام آی)                          | Platinum    | 500,000^        |
| ژاپن (جدول آریکان)                           |             | 150,000         |
| پولند (زد پی ای وی)                          | 2× Platinum | 40,000*         |
| بریتانیا (بی پی آی)                          | Platinum    | 300,000^        |
| آمریکا (آر آی ای ای)                         | 3× Platinum | 3,000,000^      |

## رتبه‌های جهانی
| جدول (۱۹۷۵–۷۶)         | Peak position |
| ---------------------- | ------------- |
| استرالیا. جدول آلبومها | 1             |
| اتریش. جدول آلبومها    | 9             |
| کانادا. جدول آلبومها   | 2             |
| هلند. جدول آلبومها     | 1             |
| فرانسه. جدول آلبومها   | 16            |
| آلمان. جدول آلبومها    | 5             |
| ژاپن. جدول آلبومها     | 9             |
| زلاند نو. جدول آلبومها | 1             |
| نروژ. جدول آلبومها     | 4             |
| سوئد. جدول آلبومها     | 10            |
| بریتانیا. جدول آلبومها | 1             |
| آمریکا. بیلبورد ۲۰۰    | 4             |

| جدول (۲۰۰۵)                  | Position |
| ---------------------------- | -------- |
| کاتالوگ فرانسه. جدول         | 11       |
| ژاپن. جدول آلبومها           | 67       |
|                              | 23       |
| اسپانیا. جدول آلبومها        | 77       |
| جدول (۲۰۱۱)                  | Position |
| بلژیک جدول آلبومها (فلاندر)  | 96       |
| بلژیک. جدول آلبومها (ولونیا) | 88       |
| ژاپن. جدول آلبومها           | 73       |
| بریتانیا                     | 96       |

| جدول (۱۹۷۶)               | Position |
| ------------------------- | -------- |
| استرالیا. جدول آلبومها    | 4        |
| کانادا. جدول آلبومها      | 15       |
| فرانسه. جدول آلبومها      | 88       |
| ژاپن. جدول آلبومها        | 22       |
| بریتانیا. جدول آلبومها    | 12       |
| آمریکا. بیلبورد پایان–سال | 8        |